# Dalchau (Arneburg)
Dalchau ist ein Ortsteil der Stadt Arneburg im Landkreis Stendal in Sachsen-Anhalt.

## Geographie
Dalchau, ein Dorf mit Kirche, liegt vier Kilometer nördlich von Arneburg am Westufer der Elbe in der Altmark am Rand vom Biosphärenreservat Mittelelbe.

## Geschichte

### Mittelalter bis Neuzeit
Der Ort wurde 1170 bei der Einweihung des Havelberger Doms erstmals als Dalekowe erwähnt. Weitere Nennungen sind 1466 dalchowe und 1540 dalcho. 1486 erscheint die Vehre to Dalchou mit zwei Fährknechten in einer Verschreibung für ein Leibgedinge. 1687 heißt es Dalchow, 1725 schon Dalchau. Das Dorf Dalchau wurde 1842 als Kirchdorf mit einem landtagsfähigen Rittergut im Landkreis Osterburg beschrieben.

### Gut Dalchau
Die Besitzerfolge des Gutes ist lang. 1490–1730 gehörte es den von Görne, 1634–1686 erst Conrad Peltzer und danach seiner Witwe, 1737–1805 der Familie de Beville, 1805 dem Kriegsrat Litzmann, 1816 bis nach 1844 Hagemann, von vor 1856 Friedrich Lucke, der 1861 als von Lucke geadelt wurde. Ab 1863 gehörte das Gut Rudolf von Lucke, seit 1930 bis zur Enteignung 1945 dann seinem Adoptivsohn Helmuth von Lucke von Katte, der seine Familiennamen später zu von Katte von Lucke änderte. Das Gutshaus war ein sechsachsiges Fachwerkgebäude mit hohem Krüppelwalmdach. Im März 2020 wurde das mittlerweile verfallene Gutshaus von Flammen zerstört.

### Landwirtschaft
Bei der Bodenreform wurden 1945 ermittelt: vier Besitzungen unter 100 Hektar hatten zusammen 69 Hektar, eine Kirchenbesitzung hatte 0,8 Hektar, eine Besitzung mit 726 Hektar wurde von der SMAD verwaltet und bewirtschaftet, nach anderer Angabe 719 Hektar, davon gingen 276 Hektar an den Bodenfonds. Enteignet wurde die Familie von Katte von Lucke, der die Rittergüter Dalchau und Niedergörne mit 767,3 Hektar gehörten. Aus der Bodenreform hatten 1948 47 Vollsiedler jeder über 5 Hektar, 13 Kleinsiedler jeder unter 5 Hektar erhalten. Im Jahre 1953 entstand die erste Landwirtschaftliche Produktionsgenossenschaft vom Typ III, die LPG „Friedenswacht“.

### Herkunft des Ortsnamens
Abgeleitet aus dalchowe enthält der slawische Wortstamm dal den gleichlautenden Personennamen. Die Endung kowe, chowe bedeutet „Wohnstätte“. Der Name kann auch auf das slawische „dalja“, zu Deutsch „Weite“, zurückzuführen sein.

### Eingemeindungen
Dalchau gehörte bis 1807 zum Arneburgischen Kreis, dann bis 1813 zum Kanton Arneburg. Danach kam die Gemeinde zum Kreis Stendal. Ab 1816 gehörte sie zum Kreis Osterburg, dem späteren Landkreis Osterburg. Am 30. September 1928 wurde der Gutsbezirk Dalchau mit der Landgemeinde Dalchau vereinigt.
Am 25. Juli 1952 wurde die Gemeinde Dalchau vom Landkreis Osterburg in den Kreis Osterburg umgliedert. Am 1. Januar 1969 wurde die Gemeinde Dalchau in die Gemeinde Altenzaun eingemeindet. Am 17. April 1974 wurde der Ortsteil Dalchau der Stadt Arneburg und damit dem Kreis Stendal zugeordnet.

### Einwohnerentwicklung

#### Landgemeinde/Gemeinde/Ortsteil
| Jahr | Einwohner |
| ---- | --------- |
| 1734 | 24        |
| 1772 | 22        |
| 1790 | 63        |
| 1798 | 21        |
| 1801 | 53        |
| 1818 | 72        |
| 1840 | 73        |

| Jahr | Einwohner |
| ---- | --------- |
| 1864 | 79        |
| 1871 | 86        |
| 1885 | 61        |
| 1892 | [0]69     |
| 1895 | 22        |
| 1900 | [0]90     |
| 1905 | 22        |

| Jahr | Einwohner |
| ---- | --------- |
| 1910 | [0]81     |
| 1925 | 259       |
| 1939 | 187       |
| 1946 | 309       |
| 2014 | [00]060   |
| 2015 | [00]058   |
| 2017 | [00]052   |

| Jahr | Einwohner |
| ---- | --------- |
| 2018 | [00]53    |
| 2020 | [00]67    |
| 2021 | [00]61    |
| 2022 | [0]60     |
| 2023 | [0]59     |

Quelle bis 1946, wenn nicht angegeben:

#### Gut/Gutsbezirk
| Jahr | Einwohner |
| ---- | --------- |
| 1798 | 38        |
| 1885 | 11        |

| Jahr | Einwohner |
| ---- | --------- |
| 1895 | 62        |
| 1905 | 42        |

Quelle:

## Religion
Die evangelische Kirchengemeinde Dalchau/Elbe, die früher zur Pfarrei Niedergörne gehörte, wird heute betreut vom Pfarrbereich Arneburg im Kirchenkreis Stendal im Bischofssprengel Magdeburg der Evangelischen Kirche in Mitteldeutschland.
Die katholischen Christen gehören zur Pfarrei St. Anna in Stendal im Dekanat Stendal im Bistum Magdeburg.

## Kultur und Sehenswürdigkeiten

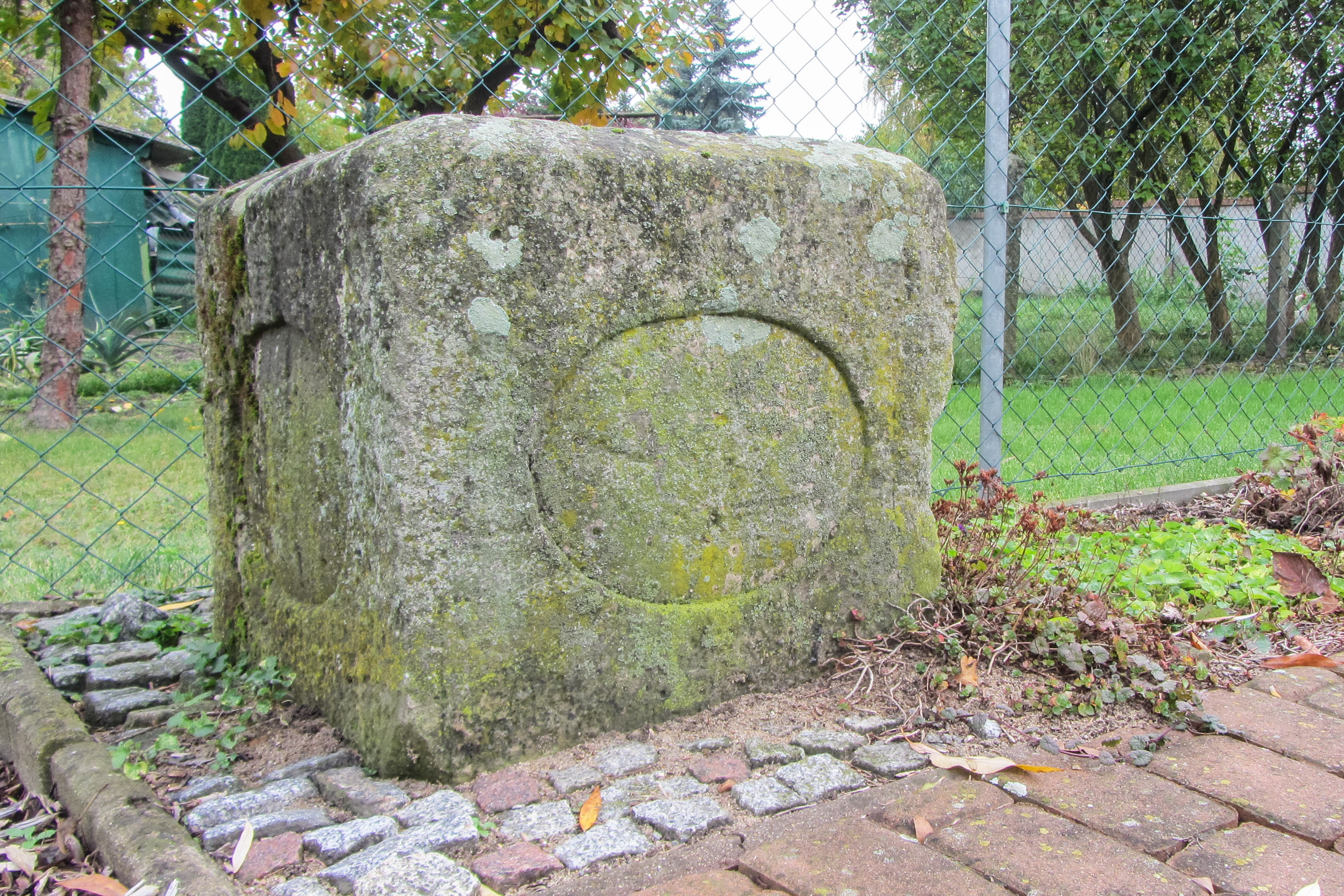
Preußischer Viertelmeilenwürfel in Dalchau

- Die heutige Kapelle (Dorfkirche) wurde 1851 errichtet. Sie ist ein schlichter Ziegelbau. Die ältere Kapelle auf dem Gutshof besteht nicht mehr. Sie war noch Anfang des 20. Jahrhunderts als Waschhaus und Wirtschaftsraum genutzt worden,[15][26] und 2001 noch als Wohnung.[1]
- Der Ortsfriedhof wurde bis 1965 genutzt.

## Verkehr
Es verkehren Linienbusse und Rufbusse von stendalbus.